# William de Asevedo Furtado
William de Asevedo Furtado (Pelotas, 3 de abril de 1995), mais conhecido apenas como William, é um futebolista brasileiro que atua como lateral-direito. Atualmente, joga pelo Cruzeiro.

## Carreira

### Internacional

#### Base
Meio-campista de origem, William foi adaptado à lateral-direita durante o tempo nas categorias de base do Internacional. Pelos juniores, o jogador foi campeão do Campeonato Brasileiro Sub-20 de 2013 e da Copa do Brasil Sub-20 de 2014.

#### Profissional
Em 2015, com as lesões de Léo e Cláudio Winck, William foi alçado ao time principal colorado e ganhou a posição de titular durante o Campeonato Gaúcho, do qual foi campeão. O jogador renovou seu contrato com o Internacional até 2018, sendo inscrito na Libertadores a partir das oitavas-de-final com a camisa 6, no lugar de Fabrício.
Durante o restante da temporada de 2016, foi titular absoluto do Internacional. Em um treino, brigou com o companheiro Anderson e as imagens viralizaram na internet.
No início de 2017, William divulgou uma nota oficial informando que não queria permanecer no clube, embora ainda tivesse mais um ano e quatro meses de contrato. No final de fevereiro, clube e jogador chegaram a um acordo pra renovação do contrato, e William voltou a treinar com o grupo principal.

### Wolfsburg
Ao final do Campeonato Gaúcho de 2017, foi confirmado que o jogador foi vendido ao Wolfsburg, da Alemanha, onde se apresentou no dia 30 de junho. Fez sua estreia no dia 9 de setembro, em um empate em 1 a 1 contra o Hannover 96. Marcou seu primeiro gol pelo Wolsfsburg no dia 22 de dezembro de 2018, na vitória por 3 a 2 fora de casa sobre o Augsburg.
Em 21 de fevereiro de 2020, William sofreu grave lesão no joelho, no jogo contra o Fortuna Dusseldorf, em jogo da 21° rodada do Campeonato Alemão da temporada 2019–2020.
Encerrou sua passagem pelo Wolfsburg com 83 partidas, marcando cinco gols e registrando sete assistências.

### Schalke 04
O Schalke 04 anunciou no dia 25 de janeiro de 2021, a contratação de William, por empréstimo até o fim da temporada, junto ao Wolfsburg. Encerrou sua passagem no Schalke 04, onde participou de apenas nove jogos, após sofrer mais uma grave lesão no joelho.

### Cruzeiro
Em 23 de dezembro de 2022, o Cruzeiro oficializou a chegada de William, que, por ter convivido com graves lesões anteriormente, assinou apenas um contrato de produtividade até o fim de 2023.

#### 2023
Fez sua estreia no dia 4 de fevereiro, contra a equipe do América Mineiro, em partida do Campeonato Mineiro, após quase dois anos sem entrar em campo. Marcou seu primeiro gol com a camisa do Cruzeiro no dia 25 de abril, contra o Náutico, em confronto decisivo pela 3ª fase da Copa do Brasil.

#### 2024
Devido as ótimas atuações no ano de 2023, no dia 19 de janeiro, o Cruzeiro renovou contrato com William até o final do ano de 2026.
Em 19 de junho, o jogador teve grande atuação na vitória por 2–0 contra o Fluminense, em partida válida pelo Campeonato Brasileiro. William marcou dois gols e foi decisivo para a vitória de sua equipe, sendo esta a primeira vez na carreira que o lateral marcou mais de um gol em uma mesma partida.
No dia 4 de dezembro de 2024, William atingiu a marca de 100 partidas com a camisa do Cruzeiro, ao entrar em campo contra o Palmeiras, em partida do Campeonato Brasileiro.
William terminou a temporada de 2024 como o jogador com mais atuações pelo Cruzeiro, com 60 partidas. Ele atuou em mais de 5 mil de minutos pela Raposa, tendo ainda contribuído com cinco gols e mais 10 assistências, encerrando a sua melhor temporada na carreira. Ele foi titular absoluto da lateral direita.
2025
Na temporada 2025 participou, junto aos demais jogadores do elenco, da pré-temporada na Flórida e dos amistosos contra São Paulo e Atlético Mineiro pela FC Series. Com a contratação de Fagner, William foi poupado em alguns jogos do início da temporada.
Foi fundamental no empate heróico contra o América Mineiro, pela sexta rodada do Mineiro, no Independência, em 5 de fevereiro. No fim do segundo tempo o lateral fez um lindo cruzamento pro mergulho de peixinho e gol de Bolasie.
No dia 29 de março, William fez seu primeiro jogo no Campeonato Brasileiro de 2025, sendo um dos destaques da vitória por 2–1 sobre o Mirassol, ao distribuir as duas assistências que deram a vitória para a Raposa.

## Seleção Nacional

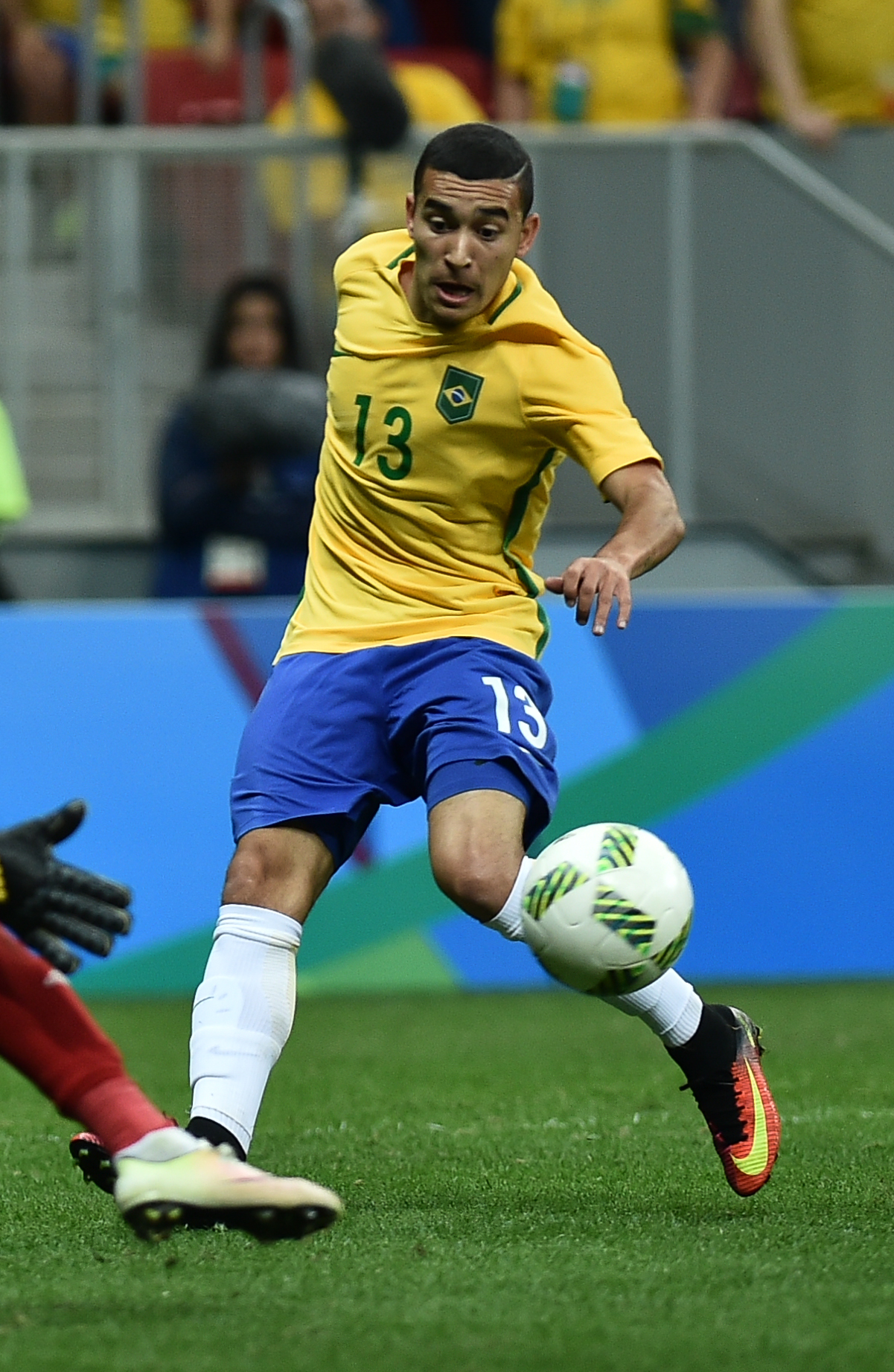
William, pela Seleção Brasileira, nas Olimpíadas de 2016

Em 2016, foi convocado pelo técnico Rogério Micale para defender a Seleção Brasileira Sub-23 nos Jogos Olímpicos, no qual participou de três partidas e conquistou a medalha de ouro do torneio.
William recebeu sua primeira convocação para a Seleção Brasileira principal no dia 29 agosto de 2024, sendo chamado por Dorival Júnior para os jogos das Eliminatórias da Copa do Mundo contra Equador e Paraguai, nos dias 6 e 9 de setembro, respectivamente, substituindo Yan Couto, lesionado.

## Estatísticas
Atualizadas até 29 de março de 2025.
| Equipe            | Temporada         | Campeonato nacional | Campeonato nacional | Campeonato nacional | Copa nacional[a] | Copa nacional[a] | Copa nacional[a] | Competições continentais[b] | Competições continentais[b] | Competições continentais[b] | Outros torneios[c] | Outros torneios[c] | Outros torneios[c] | Total | Total | Total   |
| Equipe            | Temporada         | Jogos               | Gols                | Assist.             | Jogos            | Gols             | Assist.          | Jogos                       | Gols                        | Assist.                     | Jogos              | Gols               | Assist.            | Jogos | Gols  | Assist. |
| ----------------- | ----------------- | ------------------- | ------------------- | ------------------- | ---------------- | ---------------- | ---------------- | --------------------------- | --------------------------- | --------------------------- | ------------------ | ------------------ | ------------------ | ----- | ----- | ------- |
| Internacional     | 2015              | 29                  | 0                   | 2                   | 4                | 0                | 0                | 6                           | 0                           | 1                           | 8                  | 0                  | 0                  | 47    | 0     | 3       |
| Internacional     | 2016              | 32                  | 0                   | 4                   | 4                | 1                | 0                | —                           | —                           | —                           | 15                 | 0                  | 0                  | 51    | 1     | 4       |
| Internacional     | 2017              | 2                   | 0                   | 0                   | 6                | 0                | 0                | —                           | —                           | —                           | 12                 | 0                  | 0                  | 20    | 0     | 0       |
| Internacional     | Total             | 63                  | 0                   | 6                   | 14               | 1                | 0                | 6                           | 0                           | 1                           | 35                 | 0                  | 0                  | 118   | 1     | 7       |
| Wolfsburg         | 2017–18           | 24                  | 0                   | 2                   | 2                | 0                | 0                | —                           | —                           | —                           | —                  | —                  | —                  | 26    | 0     | 2       |
| Wolfsburg         | 2018–19           | 31                  | 2                   | 3                   | 2                | 0                | 0                | —                           | —                           | —                           | —                  | —                  | —                  | 33    | 2     | 3       |
| Wolfsburg         | 2019–20           | 16                  | 1                   | 1                   | 2                | 1                | 1                | 4                           | 1                           | 0                           | —                  | —                  | —                  | 22    | 3     | 2       |
| Wolfsburg         | 2020–21           | 10                  | 0                   | 0                   | 1                | 0                | 0                | —                           | —                           | —                           | —                  | —                  | —                  | 11    | 0     | 0       |
| Wolfsburg         | Total             | 81                  | 3                   | 6                   | 7                | 1                | 1                | 4                           | 1                           | 0                           | —                  | —                  | —                  | 83    | 5     | 7       |
| Schalke 04        | 2020–21           | 8                   | 0                   | 0                   | 1                | 0                | 0                | —                           | —                           | —                           | —                  | —                  | —                  | 9     | 0     | 0       |
| Schalke 04        | Total             | 8                   | 0                   | 0                   | 1                | 0                | 0                | —                           | —                           | —                           | —                  | —                  | —                  | 9     | 0     | 0       |
| Cruzeiro          | 2023              | 33                  | 0                   | 2                   | 4                | 1                | 2                | —                           | —                           | —                           | 3                  | 0                  | 0                  | 40    | 1     | 4       |
| Cruzeiro          | 2024              | 34                  | 5                   | 5                   | 1                | 0                | 0                | 13                          | 0                           | 2                           | 12                 | 0                  | 3                  | 60    | 5     | 10      |
| Cruzeiro          | 2025              | 1                   | 0                   | 2                   | 0                | 0                | 0                | 0                           | 0                           | 0                           | 8                  | 0                  | 1                  | 9     | 0     | 3       |
| Cruzeiro          | Total             | 68                  | 5                   | 9                   | 5                | 1                | 2                | 13                          | 0                           | 2                           | 23                 | 0                  | 4                  | 109   | 6     | 17      |
| Total na carreira | Total na carreira | 220                 | 8                   | 21                  | 27               | 3                | 3                | 23                          | 0                           | 3                           | 58                 | 0                  | 4                  | 319   | 12    | 31      |

- a. ^ Jogos da Copa do Brasil e Copa da Alemanha
- b. ^ Jogos da Copa Libertadores, Liga Europa e Copa Sul-Americana
- c. ^ Jogos do Campeonato Gaúcho, Primeira Liga do Brasil e Campeonato Mineiro

## Títulos
Internacional
- Campeonato Brasileiro Sub-20: 2013
- Copa do Brasil Sub-20: 2014
- Campeonato Gaúcho: 2015 e 2016
- Recopa Gaúcha: 2016 e 2017

Seleção Brasileira
- Medalha de ouro nos Jogos Olímpicos: 2016

### Prêmios individuais
- Melhor Lateral (Bola de Prata): 2024